# Lipochaeta integrifolia
Lipochaeta integrifolia là một loài thực vật có hoa trong họ Cúc. Loài này được (Nutt.) A.Gray mô tả khoa học đầu tiên năm 1861.